# Michaeliskloster

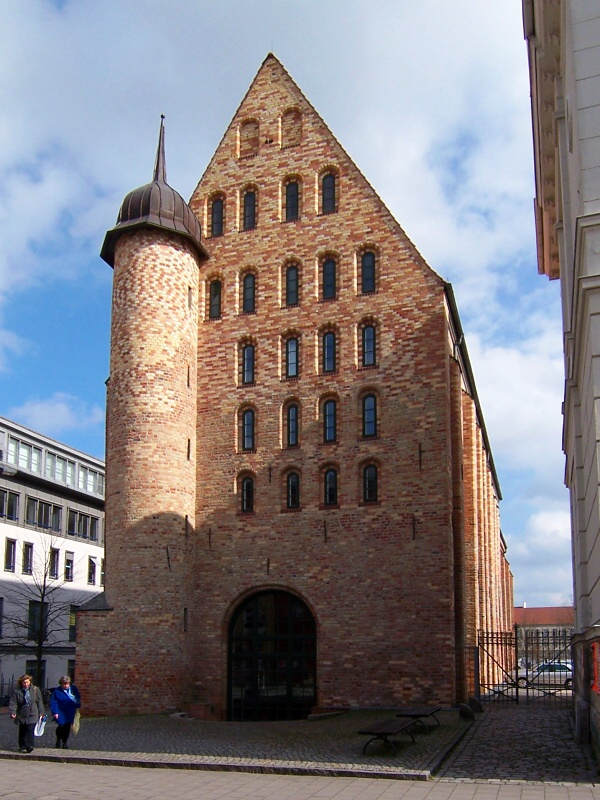
Vue ouest du Michaeliskloster

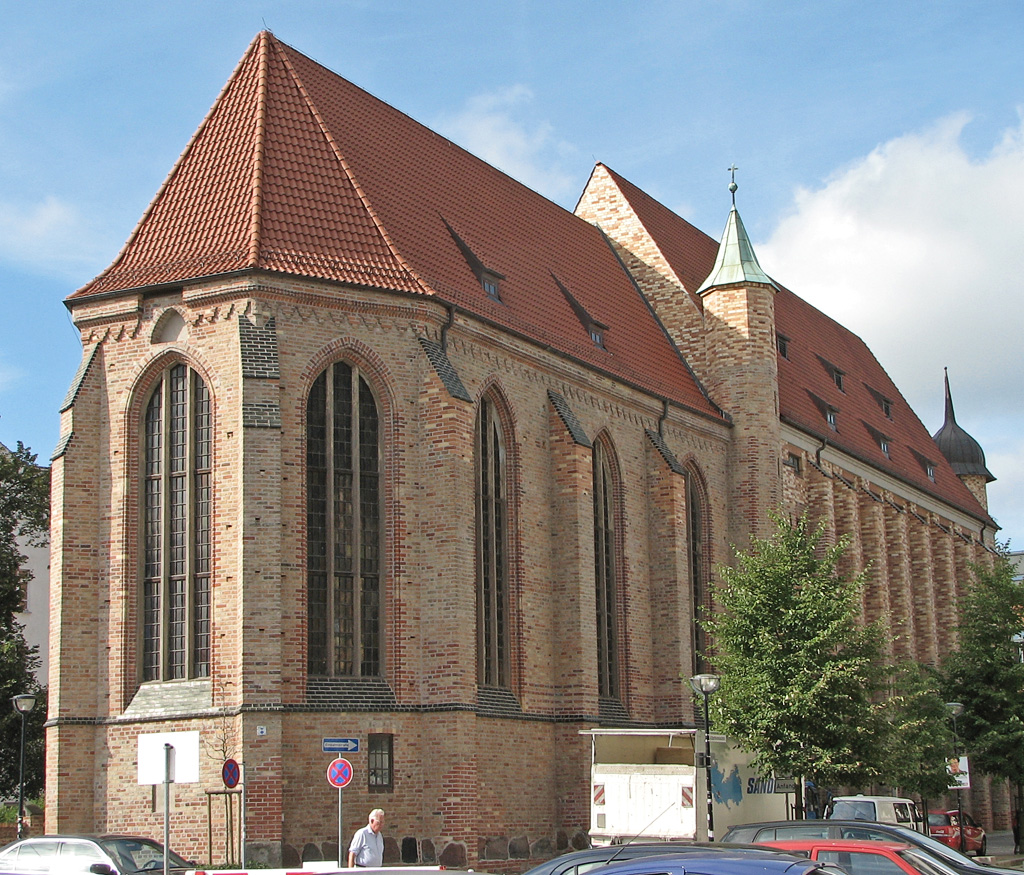
Vue est de Michaeliskloster

Michaeliskloster est un ancien monastère à Rostock, dans le Land de Mecklembourg-Poméranie-Occidentale, en Allemagne. C'était la maison des Frères de la Vie Commune et elle abritait les principales imprimeries et reliures de la fin du Moyen Âge.

## Destruction et reconstruction
En avril 1942, après un bombardement britannique, le monastère fut complètement détruit, il était en ruines. La section orientale a été restaurée dans les années 1950 et la congrégation Méthodiste Unie y a été transférée. L'arrière extérieur historique de l'aile ouest a été réaménagé en 1994 avec des briques reproduites de même format et d'autres briques de taille spéciale qui ont été adaptées au caractère et aux propriétés physiques des briques d'origine . De nos jours, la bibliothèque de l'Université de Rostock abrite ses collections spéciales à Michaeliskloster.